# Olli Mäkelä
Valto Eero Olavi (Olli) Mäkelä, född 31 augusti 1929 i Kuusankoski, död 27 maj 2022 i Helsingfors, var en finländsk läkare. Han var gift med Pirjo Mäkelä och fader till professor Tomi Mäkelä.
Mäkelä blev medicine och kirurgie doktor 1957 och var därefter verksam vid Helsingfors universitet, där han 1970 blev ordinarie professor i bakteriologi och serologi. Han var dekanus för medicinska fakulteten 1987–1995. Han var föreståndare för immunbiologiska laboratoriet vid Statens seruminstitut (numera Folkhälsoinstitutet) 1965–1968 och var forskarprofessor 1970–1977. Han har bland annat studerat lektiner, blodgrupper och grundläggande immunfenomen. Han tilldelades Matti Äyräpää-priset 1972 och Finska Läkaresällskapets jubileumspris 1985.